# Alessio Picariello

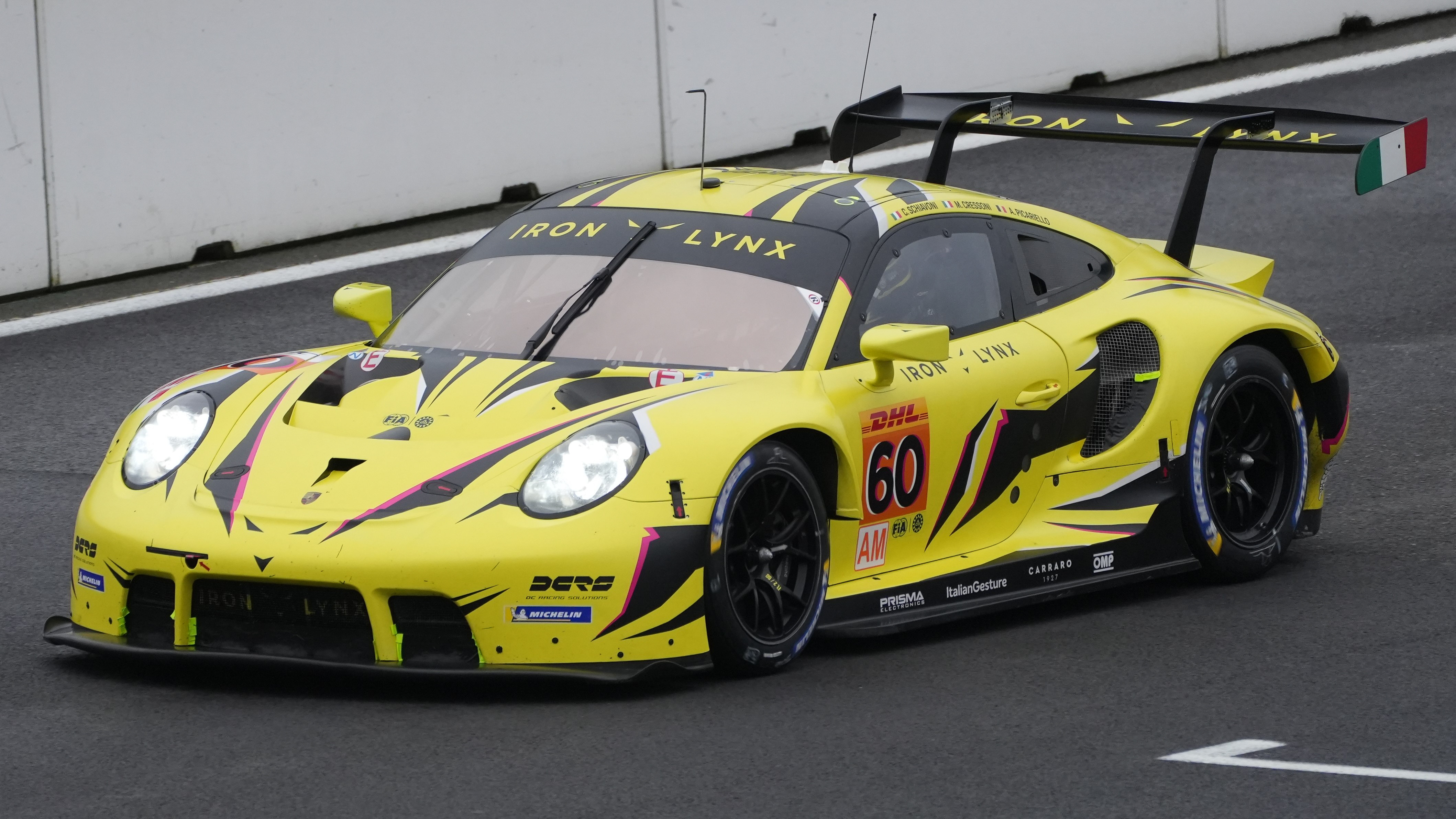
Der von Alessio Picarello beim 6-Stunden-Rennen von Spa-Francorchamps 2024 gefahrene Porsche 911 RSR-19

Clemente Alessio Picariello (* 27. August 1993 in Gosselies) ist ein belgischer Automobilrennfahrer.

## Karriere
Picariello begann seine Motorsportkarriere 2002  im Kartsport, in dem er bis 2010 aktiv blieb. Unter anderem gewann er 2007 und 2008 die belgische KF3-Meisterschaft. 2010 debütierte Picariello zudem im Formelsport. Für SL Formula Racing nahm er an sechs Rennen der nordeuropäischen Formel Renault teil. Er entschied die FR2000-Wertung dreimal für sich und wurde in dieser am Saisonende Achter. 2011 blieb er bei SL Formula Racing in der nordeuropäischen Formel Renault. Zwei dritte Plätze waren seine besten Platzierungen. Er schloss die Saison auf dem sechsten Gesamtrang ab.
2012 erhielt Picariello bei G&J/Schiler Motorsport ein Cockpit in der ADAC Formel Masters. Er gewann zwei Rennen und stand insgesamt fünfmal auf dem Podest. Er beendete die Saison mit 152 Punkten auf den sechsten Platz. Damit setzte er sich intern deutlich gegen seinen Teamkollegen Sebastian Balthasar, der mit 37 Punkten 13. wurde, durch. Darüber hinaus nahm er für SL Formula Racing an vier Veranstaltungen der nordeuropäischen Formel Renault teil. Dabei stand er dreimal auf dem Podium. 2013 wechselte Picariello innerhalb der ADAC Formel Masters zu Mücke Motorsport, die unter dem Namen ADAC Berlin–Brandenburg e.V. antraten. Er entschied zehn Rennen für sich und gewann vorzeitig den Meistertitel. Picariello ist der erste Fahrer in der ADAC Formel Masters, der in einer Saison durchgängig die Fahrerwertung angeführt hatte.

## Statistik

### Karrierestationen
| - 2002–2010: Kartsport - 2010: Nordeuropäische Formel Renault, FR2000 (Platz 8) | - 2011: Nordeuropäische Formel Renault (Platz 6) - 2012: ADAC Formel Masters (Platz 6) | - 2012: Nordeuropäische Formel Renault (Platz 21) - 2013: ADAC Formel Masters (Meister) |

### Einzelergebnisse in der ADAC-Formel-Masters
| Jahr | Team                         | 1   | 2   | 3   | 4   | 5   | 6   | 7   | 8   | 9   | 10  | 11  | 12  | 13  | 14  | 15  | 16  | 17  | 18  | 19  | 20  | 21  | 22  | 23  | 24  | Punkte | Rang |
| ---- | ---------------------------- | --- | --- | --- | --- | --- | --- | --- | --- | --- | --- | --- | --- | --- | --- | --- | --- | --- | --- | --- | --- | --- | --- | --- | --- | ------ | ---- |
| 2012 | G&J/Schiler Motorsport       | OSC | OSC | OSC | ZAN | ZAN | ZAN | SAC | SAC | SAC | NÜ1 | NÜ1 | NÜ1 | SPI | SPI | SPI | LAU | LAU | LAU | NÜ2 | NÜ2 | NÜ2 | HOC | HOC | HOC | 152    | 6.   |
| 2012 | G&J/Schiler Motorsport       | 10  | 2   | 4   | 12  | 5   | 7   | DNF | 8   | C   | 1   | 3   | DSQ | 3   | 1   | 5   | DNF | 9   | 4   | 7   | 12  | 13  | 10  | 7   | 14  | 152    | 6.   |
| 2013 | ADAC Berlin–Brandenburg e.V. | OSC | OSC | OSC | SPA | SPA | SPA | SAC | SAC | SAC | NÜR | NÜR | NÜR | SPI | SPI | SPI | LAU | LAU | LAU | SVK | SVK | SVK | HOC | HOC | HOC | 388    | 1.   |
| 2013 | ADAC Berlin–Brandenburg e.V. | 1   | 1   | 4   | 1   | 1   | DNF | 6   | 1   | 7   | 1   | 1   | 3   | 1   | 1   | DNF | 2   | 2   | 13  | 1   | 2   | 16  | 1   | 1   | 4   | 388    | 1.   |

### Le-Mans-Ergebnisse
| Jahr | Team            | Fahrzeug           | Teamkollege     | Teamkollege       | Platzierung | Ausfallgrund |
| ---- | --------------- | ------------------ | --------------- | ----------------- | ----------- | ------------ |
| 2021 | Absolute Racing | Porsche 911 RSR-19 | Andrew Haryanto | Marco Seefried    | Rang 34     |              |
| 2022 | Absolute Racing | Porsche 911 RSR-19 | Andrew Haryanto | Martin Rump       | Rang 44     |              |
| 2023 | Iron Lynx       | Porsche 911 RSR-19 | Matteo Cressoni | Claudio Schiavoni | Ausfall     | Unfall       |

### Sebring-Ergebnisse
| Jahr | Team                                | Fahrzeug                | Teamkollege           | Teamkollege      | Platzierung             | Ausfallgrund |
| ---- | ----------------------------------- | ----------------------- | --------------------- | ---------------- | ----------------------- | ------------ |
| 2018 | Montaplast by Land-Motorsport       | Audi R8 LMS GT3         | Sheldon van der Linde | Christopher Mies | Rang 20                 |              |
| 2022 | WeatherTech Racing                  | Porsche 911 GT3 R       | Cooper MacNeil        | Julien Andlauer  | Rang 21                 |              |
| 2024 | Proton Competition Mustang Sampling | Porsche 963             | Gianmaria Bruni       | Julien Andlauer  | Rang 8                  |              |
| 2025 | AO Racing                           | Porsche 911 GT3 R (992) | Laurin Heinrich       | Klaus Bachler    | Rang 19 und Klassensieg |              |

### Einzelergebnisse in der FIA-Langstrecken-Weltmeisterschaft
| Saison | Team                                  | Rennwagen       | 1   | 2   | 3   | 4   | 5   | 6   | 7   |
| ------ | ------------------------------------- | --------------- | --- | --- | --- | --- | --- | --- | --- |
| 2021   | Dempsey-Proton Racing Absolute Racing | Porsche 911 RSR | SPA | POR | MON | LEM | BAH | BAH |     |
| 2021   | Dempsey-Proton Racing Absolute Racing | Porsche 911 RSR | 24  |     | 24  | 34  |     |     |     |
| 2022   | Absolute Racing                       | Porsche 911 RSR | SEB | SPA | LEM | MON | FUJ | BAH |     |
| 2022   | Absolute Racing                       | Porsche 911 RSR | 44  |     |     |     |     |     |     |
| 2023   | Iron Lynx                             | Ferrari 488 GTE | SEB | POR | SPA | LEM | MON | FUJ | BAH |
| 2023   | Iron Lynx                             | Ferrari 488 GTE | 22  | 32  | 30  | DNF | 23  | 33  | DNF |